# Machynlleth
Machynlleth er en by i i Nord-Wales i grevskabet Powys. Byen er udgangspunktet for Cambrian Coast Line, hvor den forgrener sig fra Cambrian Line mellem Shrewsbury og Aberystwyth. Byen var også udgangspunkt for smalsporsbanen Corris Railway, der åbnede i 1859 for at fragte skifer fra minerne i Corris og Aberllefenni. Banen lukkede igen i 1948, men er senere blevet genåbnet for turister. Byens primære erhverv i dag er turisme.
I 2001 havde byen et indbyggertal på 2.147, hvilket var steget til 2.235 i 2011.

## Historie
Machynlleth har en lang historie. Man har fundet rester af en kobbermine fra bronzealderen, og romerne byggede et mindre fort i nærheden. I 1291 fik landsbyen byrettigheder, hvilket er den tidligst skrevne reference til byen.
Machynlleth var også hjemsted for prinsen af Wales, Owain Glyndŵr, som havde gjort oprør mod englænderne under Henrik 4. af England og udråbt sit eget kongerige. Han blev kronet i Machynlleth i 1404 under overværelse af officielle repræsentanter fra Skotland, Frankrig og Spanien.